# Angeduc
Angeduc é uma comuna francesa na região administrativa da Nova Aquitânia, no departamento de Charente. Estende-se por uma área de 3,59 km². Em 2010 a comuna tinha 127 habitantes (densidade: 35,4 hab./km²).